# Heparin

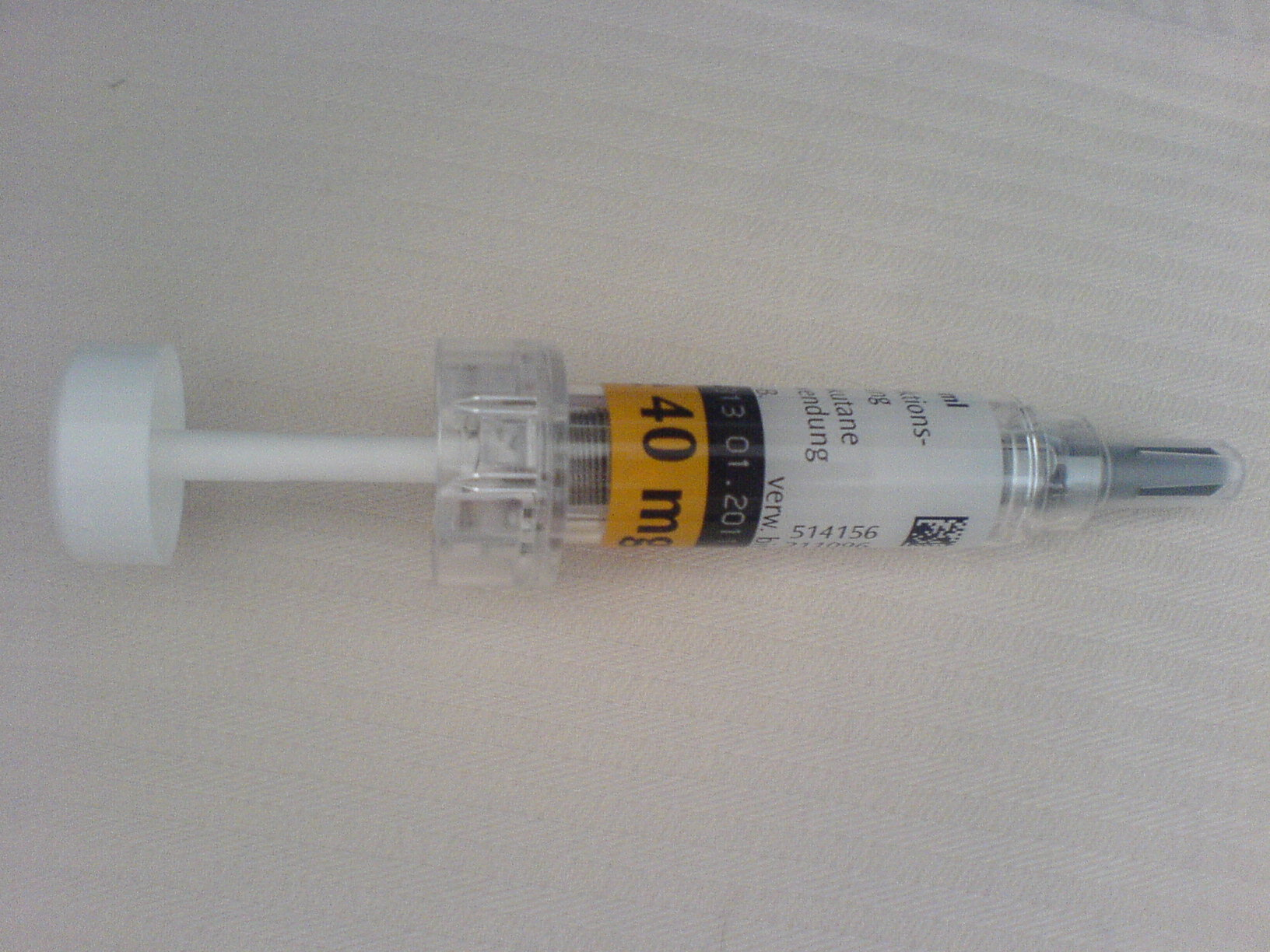
Enoxaparine (Klexane®, Sanofi-Aventis).

Heparin är en polysackarid av glykosaminoglykantyp som hindrar blod från att koagulera genom att öka effektiviteten hos antitrombin III, ett protein som hämmar trombin som krävs för koagulering. Ämnet används inom sjukvården för att göra ytor blodkompatibla och som injektion för att lösa upp eller förhindra blodproppar. Ämnet utvinns ur slaktavfall, då det förekommer i andra däggdjur, exempelvis nötkreatur. Majoriteten av heparinet kommer från gristarmar. 
Heparin finns normalt inte i blodet, men däremot har de allra flesta av kroppens celler en liknande polysackarid, heparansulfat, på cellytorna. I människan återfinns heparin i mastceller, en typ av cell med central roll vid allergier. Vid allergiska reaktioner kan heparin frisättas till de lokala kärlen.
Heparinets struktur och roll i blodkoagulering klarlades på 1930-talet av Erik Jorpes vid Karolinska Institutet, vilket ledde till att det svenska läkemedelsbolaget Vitrum 1936 kunde lansera den första heparinprodukten för intravenöst bruk. I Sverige tillhandahålls Heparin av det danska läkemedelsföretaget LEO Pharma. 
En modifierad form av heparin kallas LMWH (low molecular weight heparin), lågmolekylärt heparin. Det första läkemedlet med lågmolekylärt heparin togs fram av Professor Ulf Lindahl, Sveriges Lantbruksuniversitet och Uppsala universitet och lanserades av Uppsalaföretaget Pharmacia under varumärket Fragmin. Lågmolekylärt heparin form har längre halveringstid i kroppen, är enklare att dosera och har mindre biverkningar. Exempel på varumärken på LMWH är Innohep (LEO Pharma), Fragmin (Pfizer) och Klexane (Sanofi-Aventis).

### Webbkällor
- ”Heparin”. Svensk MeSH. Karolinska Institutet. https://mesh.kib.ki.se/term/D006493/heparin. Läst 19 september 2020.